# Mezquita Haydarpaşa
La Mezquita Haydarpaşa o anteriormente Iglesia de Santa Catalina (Ναός Αγίας Αικατερίνης Naos Ayias Ekaterinis) es una mezquita situada en la parte norte de Nicosia. Está ubicado en la calle Kirlizade. Es el edificio gótico más importante después de Hagia Sophia, la antigua catedral franca (latina) de Nicosia. Harry Charles Luke lo describió como uno de los mejores ejemplos de edificios góticos de la isla.

## Historia

### Período franco
No hay evidencia directa de cuándo se construyó el edificio ni cuál era su nombre original. La fuente más antigua sobre la identidad original del edificio es una persona que llegó a la ciudad en 1767 y dijo que la mezquita era anteriormente la Iglesia de Santa Catalina (Église de Sainte-Catherine) es Giovanni Mariti . Además de la declaración de Mariti, Camille Enlart, que publicó su investigación en 1899, identificó el edificio como la iglesia de Santa Catalina, lo que se convirtió en la base para el uso de este nombre en la literatura actual. Philippe Plagnieux y Thierry Soulard, que consideran que el edificio es "muy probablemente" un monasterio perteneciente a una orden religiosa formada por monjas, barajan también otras hipótesis, ya que no hay pruebas definitivas de que se trate de la iglesia de Santa Catalina. 14. Plagnieux y Soulard, que repasan una lista de monasterios que datan del siglo XI, excluyen todas las demás opciones en cuanto a fechas o ubicaciones de construcción, y se centran en la hipótesis de que la mezquita de Haydarpaşa es el monasterio de Notre-Dame de Sur, al que pertenece a las monjas de la orden benedictina.
Mihalis Olimpios afirma que no hay duda de que el edificio estaba dedicado a Santa Catalina. Como base para ello cita la obra Thrinos tis Kipru ("Lamentación por Chipre"), un poema griego escrito como lamento por la captura de la isla por el Imperio otomano. En esta obra se afirma que varias iglesias de Nicosia fueron convertidas en mezquitas en 1570, y los ejemplos de ellas son Hagia Sophia ("iglesia del rey"), la Iglesia de Santa Catalina ("iglesia del obispo") y la Iglesia de Eleusa, que son cercanos entre sí. Teniendo en cuenta que la Mezquita Nueva ubicada cerca de la Mezquita de Haydarpaşa también fue convertida de una iglesia, Olimpios considera la Mezquita Nueva como la Iglesia de Eleusa y hace una inferencia definitiva de que la Mezquita de Haydarpaşa es la Iglesia de Santa Catalina. 
Durante el período Lusignan había tres iglesias dedicadas a Santa Catalina en Nicosia. Dos de ellas, a excepción de la Mezquita Haydarpaşa que ha sobrevivido hasta nuestros días, fueron demolidas fuera de las murallas de la ciudad en 1567 durante los esfuerzos de la administración veneciana para fortalecer las Murallas de Nicosia y reducir su entorno. Entre los documentos del período Lusignan, la mención más probable de la Iglesia de Santa Catalina, que ahora es la Mezquita de Haydarpaşa, es un documento fechado el 31 de marzo de 1362. Este documento mencionaba la concesión de indulgencias a la capilla del hospital pobre, que fue construida "recientemente" y dedicada a Santa Catalina. Aunque en el documento no se da información de ubicación y no hay evidencia de la identidad de los empleados de la capilla y del hospital, la fecha en cuestión coincide con la fecha de construcción con la que los investigadores asocian la arquitectura del edificio. Giovanni Mariti afirmó que la iglesia de Santa Catalina estaba dirigida por monjas. Según Mihalis Olimpios, es posible que el hospital y la capilla contigua fueran construidos primero por una institución secular y luego pasaran a ser propiedad de una secta, teniendo en cuenta las condiciones de la época. Otro documento que menciona la Iglesia de Santa Catalina data del siglo XVI. En el siglo XVI, bajo el dominio veneciano, se construyó la capilla de Santa Catalina (Capella di Santa Caterina) es un documento que afirma que poseía casalia que le reportaban una renta anual de 200 ducados. No está claro si este documento puede asociarse con la iglesia actual.
Existen evidencias de que el edificio pudo haber estado asociado al hospital registrado en el documento de 1362. Estos hallazgos se relacionan con una habitación a la que se ingresa a través de un tabique en el ábside sur del edificio. Aquí se recogía el agua de la pila bautismal del coro. Aquí el agua recogida en un recipiente con una ranura abierta en la pared se podía utilizar posteriormente. En la Edad Media se creía que el agua utilizada durante los rituales podía curar a los enfermos y se esperaban curaciones milagrosas al aplicar estas aguas en el cuerpo del paciente. En los hospitales medievales, rituales sagrados como estos se consideraban importantes para la salud "espiritual" del paciente y su preparación para la otra vida, y está documentado el uso del agua bautismal en los hospitales europeos durante este período. Mihalis Olimpios afirma que tal uso también pudo haber existido en la Iglesia de Santa Catalina. Un viajero que escribió sus memorias de Chipre en 1893 dijo que llevaban a los niños a esta habitación para que, si estaban enfermos, pudieran recuperarse y, si estaban sanos, su suerte pudiera mejorar. Esto se consideró como una indicación de que el mito sagrado de curación de la habitación sobrevivió siglos después de que se convirtiera en mezquita. Si el complejo realmente se utilizó como hospital, este complejo debió haber servido durante la epidemia de peste llamada Peste Negra, que azotó la isla entre 1361 y 1363, matando especialmente a niños. 
En cuanto a la fecha de construcción del edificio, Mihalis Olimpios concluyó, como resultado de su análisis arquitectónico, que fue construido a finales de los años 1350 o principios de los años 1360. Olimpios señala que el último edificio que influyó en la arquitectura de la iglesia es el Monasterio de Bellapais, que fue construido entre los años 1340 y 1350. En los documentos no hay ninguna indicación sobre quién construyó la iglesia y el hospital. Sin embargo, Olimpios señala que el edificio tiene una arquitectura de mucha "calidad superior" en comparación con otros edificios construidos en Nicosia durante este período, y por lo tanto afirma que alguien de "la clase más rica y poderosa que podría trabajar con los canteros más talentosos" debe tener Patrocinó la iglesia y el hospital. Los relieves clave de la nave del edificio incluyen el escudo de armas de la dinastía Lusignan. Olimpios interpreta esto como una señal del patrocinio real, el Rey IV. Se afirma que Hugues, o menos probablemente su hijo, el rey Pierre I, deben haber hecho construir la iglesia y el hospital mediante un acuerdo con un cantero que tenía conocimientos de cantería tanto en el monasterio de Bellapais, que fue construido por la realeza, como en la Catedral de Santa Sofía, que estaba siendo construida por la Arquidiócesis. Plagnieux y Soulard señalan las mismas similitudes arquitectónicas y describen la iglesia como contemporánea de la catedral y el monasterio en el siglo XIV. al segundo cuarto del siglo, IV. Data de la época de Hugues.

### Período otomano
Tras la caída de Nicosia bajo el dominio del Imperio Otomano en 1570, se convirtió en mezquita con la adición de un mihrab, un minbar y una galería para mujeres. Aunque se llamaba "Mezquita Haydarpaşa", la mezquita no tomó su nombre de un bajá otomano que jugó un papel en la captura de Nicosia. En un documento fechado el 5 de septiembre de 1573, dirigido al juez de Nicosia y al Beylerbeyi de Chipre, se registraba que Haydar, el señor de los voluntarios, había reparado la iglesia y la había convertido en mezquita, y que se le permitía construir una fuente al lado de la mezquita como organización benéfica. El nombre de Haydar Agha más tarde se convirtió entre el público en "Haydar Pasha". Si bien se registra la existencia de una fundación llamada "Haydar Paşa Cami-i Şerifi Vakfı" para encargarse del mantenimiento de la mezquita, la existencia de la fundación Haydar Paşazade Mehmet Bey, que tiene propiedades en Lapta y es esencialmente parte de Haremeyn- i Fundación Şerifeyn, también está documentado. El administrador de esta fundación figuraba como Derviş Mehmet Ağa en el registro judicial de 1709. Históricamente, también se la llamó "Mezquita de Agalar", como la utilizaban con frecuencia los notables locales turcos que vivían cerca.

### Presente
El edificio, que solía servir como oficina de matrimonios, ahora funciona como galería de arte.

## Arquitectónico
Dos fuentes de inspiración para la arquitectura del edificio son la Mezquita Selimiye (Catedral de Santa Sofía) y el Monasterio Bellapais en Nicosia.
La longitud del edificio es de 17 m, el ancho es de 8 m y la altura es de 12 m. Tiene una sola nave y dos tramos rectangulares en esta nave. La cubierta de la nave está formada por bóveda de crucería de cuatro tramos.  El techo del ábside de cinco lados junto a la nave está sostenido por seis nervaduras. Según Olimpios, la planta y la altura del edificio son normales entre las "pequeñas iglesias góticas de Chipre".  Plagnieux y Soulard dicen que el tamaño relativamente pequeño del edificio y la sencillez de su planta arquitectónica recuerdan a las iglesias pertenecientes a sectas mendicantes, pero esto contrasta con sus ostentosas decoraciones exteriores. En el exterior del edificio existen contrafuertes de sección trapezoidal, que aportan un aspecto ondulado al exterior. Estos contrafuertes soportan la fuerza hacia afuera en las intersecciones de las bóvedas. Hay ventanas relativamente largas y estrechas entre los contrafuertes, y estas ventanas contienen jaulas de piedra. Sólo en la fachada occidental hay un óculo en lugar de ventanas con jaulas de piedra.
En el siglo XVI, una tumba que se cree pertenecía a Santa Catalina estaba ubicada en el lado derecho del edificio, y los grecochipriotas a menudo venían aquí y encendían lámparas. La puerta de entrada es de fino estilo gótico con su jamba arqueada que termina en una tapa de amapola. También tiene una rueda Catherine. En el lado derecho se encuentra el segundo minarete más alto de la ciudad vieja después de Santa Sofía y tiene dos hermosas entradas. La puerta oeste tiene un dintel de mármol con una rosa entre dos dragones repetida tres veces. Otra puerta construida para ser más pesada está en el lado sur.
En el lado izquierdo de la mezquita se encuentra un edificio medio en ruinas, del que sólo quedan unos pocos arcos góticos, algo inferiores a la mezquita. En el lado derecho hay una puerta con marcos y adornos. Tres ventanas góticas, dos de las cuales están divididas por esbeltas columnas, llenan el espacio entre los contrafuertes rematados en gárgolas. A la izquierda de la mezquita se encuentran contrafuertes similares y una especie de torreón cuadrado.
En esta mezquita, tanto el mihrab (en dirección a La Meca) como el minbar se encuentran a la derecha.

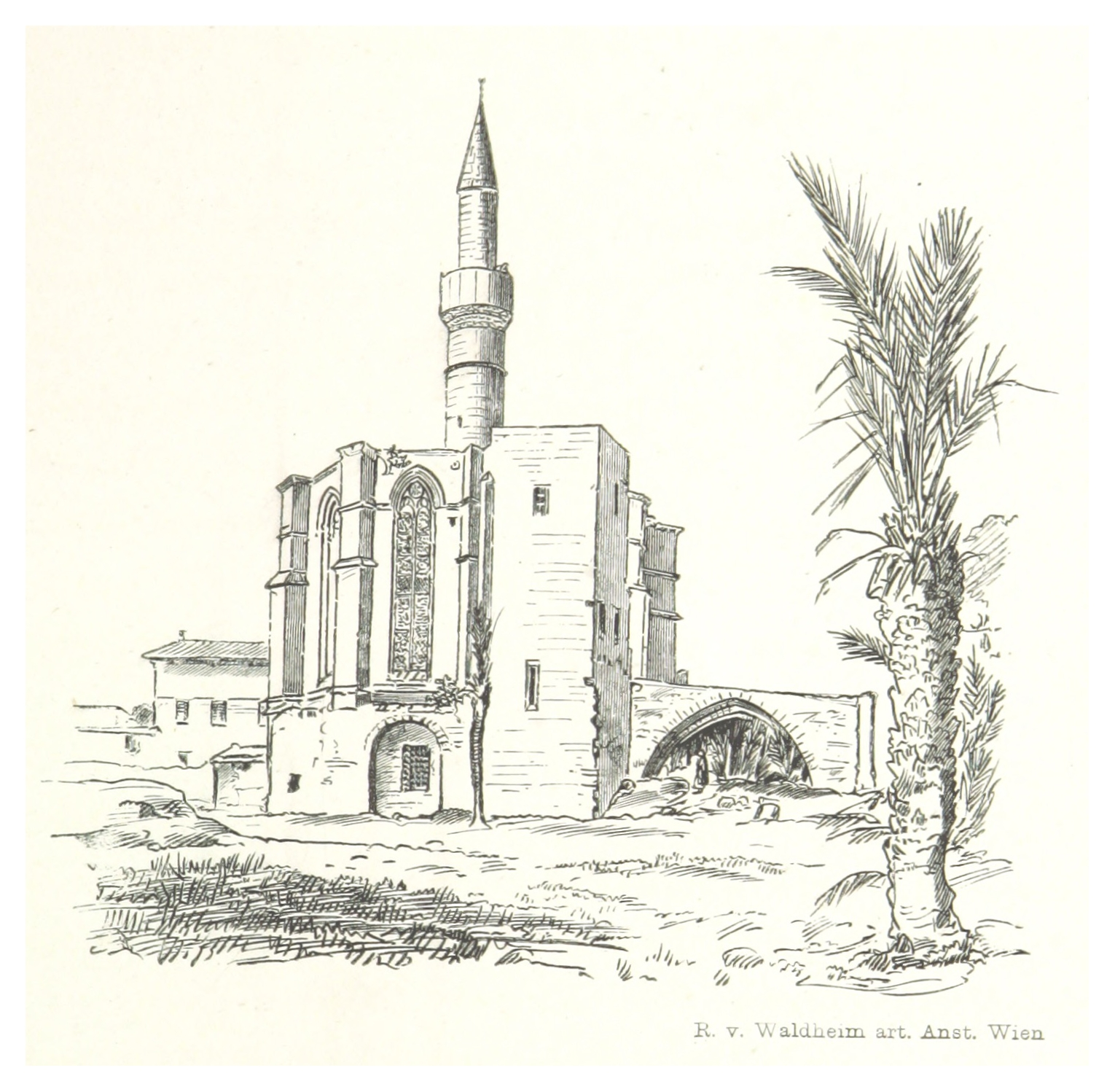
Un dibujo de la mezquita fechado en 1881.